# Allium orunbaii
Allium orunbaii là một loài thực vật có hoa trong họ Amaryllidaceae. Loài này được F.O.Khass. & R.M.Fritsch mô tả khoa học đầu tiên năm 2002.